# Valleys of Neptune (brano musicale)
Valleys of Neptune è un brano musicale composto dal musicista rock statunitense Jimi Hendrix, incluso come title track dell'omonimo suo album postumo pubblicato nel 2010. Scritto e prodotto da Hendrix, il pezzo venne originariamente registrato tra il 1969 e il 1970, ma pubblicato su singolo (B-side Cat Talking to Me) solamente nel febbraio 2010.

## Il brano

### Composizione e registrazione
Nel febbraio 1969 Hendrix iniziò a lavorare alla composizione musicale di Valleys of Neptune, allora ancora intitolata Gypsy Blood, agli Olympic Sound Studios di Londra. Il 22 & 26 febbraio 1969 furono approntate tre take, rispettivamente di chitarra e piano e una di sola chitarra. Hendrix scrisse il testo della canzone decidendo di intitolarla Valleys of Neptune... Arising il 7 giugno 1969 mentre era al Beverly Rodeo Hotel di Los Angeles. Il bassista Noel Redding lasciò la The Jimi Hendrix Experience alla fine di uno show il 29 giugno 1969 a Denver, in Colorado; a quel punto Hendrix decise di formare una nuova band per proseguire la stesura delle sue nuove composizioni.
Hendrix avrebbe voluto suonare la canzone come punto centrale della sua esibizione a Woodstock, ma si scordò le parole del testo e dovette rinunciare all'idea. Ciò può essere ascoltato su disco poco prima dell'inizio di Hey Joe sull'album Live at Woodstock.
Durante e dopo la formazione del gruppo successore della The Jimi Hendrix Experience, i Gypsy Sun and Rainbows, Valleys of Neptune iniziò a prendere forma più compiuta, e la prima registrazione completa della traccia ebbe luogo il 6 settembre 1969 agli studi Hit Factory di New York City.
Qualche settimana dopo, il 23 settembre 1969, il primo nastro master di Valleys of Neptune fu inciso da Hendrix negli studi Record Plant Studios con l'ausilio del bassista Billy Cox, del batterista Mitch Mitchell, e del percussionista Juma Sultan, in aggiunta ad altre sette tracce strumentali. Un'altra versione completa venne ultimata una settimana dopo, con Hendrix al basso, Stephen Stills alla chitarra e al piano, John Sebastian alla chitarra, e Buddy Miles alla batteria.
I Gypsy Sun and Rainbows si sciolsero alla fine del 1969, e Hendrix formò la Band of Gypsys con Billy Cox e Buddy Miles. La band registrò grezze versioni della canzone il 21 gennaio 1970 ai Record Plant, ma il brano venne alla fine accantonato. Una take strumentale del 15 maggio 1970 fornì la traccia base per il master, che poi finì sull'album del 2010. Ulteriori registrazioni ebbero luogo il 15 giugno 1970 (con il tastierista Steve Winwood, il flautista Chris Wood, il batterista Dave Palmer e un bassista sconosciuto), il 16 giugno, il 25 giugno (con Juma Sultan), e il 26 giugno 1970 (15 take). Hendrix morì nel settembre 1970, senza aver potuto completare Valleys of Neptune nella versione definitiva che aveva in mente.

## Video
Il videoclip musicale creato appositamente per Valleys of Neptune, prodotto dallo studio String Theory Design, è incentrato su un dipinto ad acquerello del 1957 opera dello stesso Hendrix e utilizzato per la copertina del singolo.

## Formazione
- Jimi Hendrix: voce, chitarre, produzione
- Billy Cox: basso
- Mitch Mitchell: batteria
- Juma Sultan: percussioni